# Рейдерланд (регион)

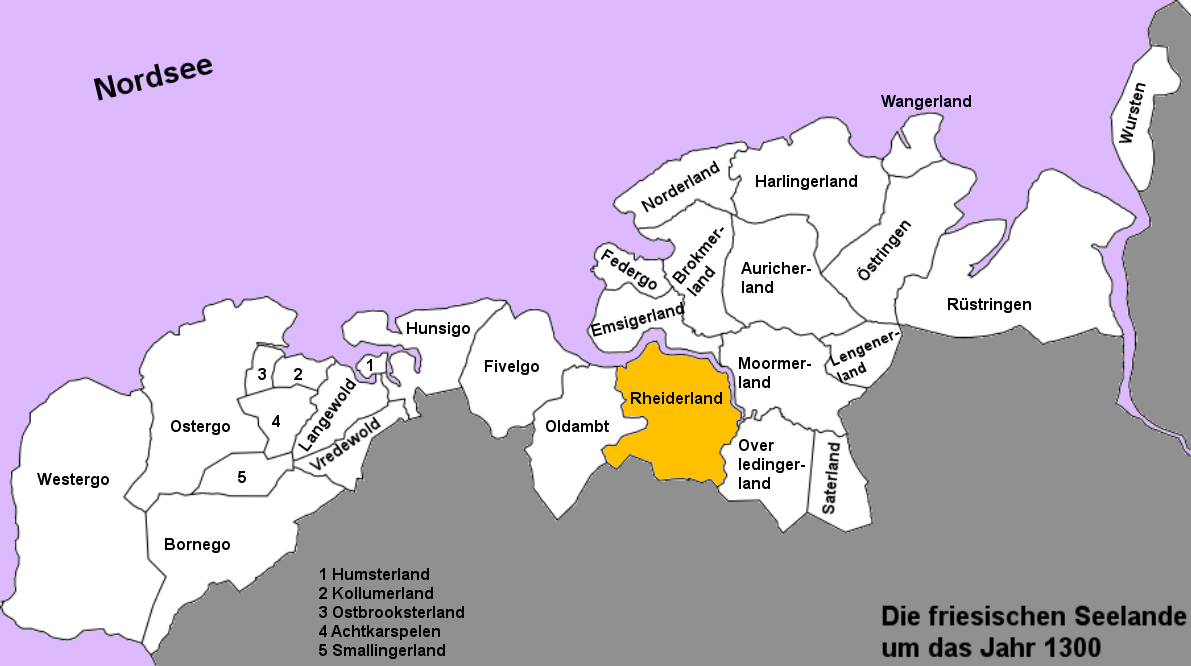
Рейдерланд около 1300 года

Рейдерланд — это историческая область в Германии и Нидерландах между рекой Эмс и заливом Долларт. Немецкая часть Рейдерланда находится в Восточной Фрисландии, к западу от Эмса. Нидерландская часть находится в провинции Гронинген. Она относилась к Олдамбту с XVI века, а с 1 января 1990 года по 31 декабря 2009 года принадлежал по большей части общине Рейдерланд. Рейдерланд — одна из четырёх исторических областей района Лер на материке, наряду с Оверледингерландом, Мормерландом и Ленгенерландом.

## История
Рейдерланд с самого начала был заселён фризами. После того, как иностранные правители были изгнаны из Фрисландии, Рейдерланд, как и другие фризские области, превратился в территорию, непосредственно подчинённую Священной Римской империи, конституция которой включала управляющий совет. Феодализм был неизвестен в этом регионе. Основными поселениями были Венер и Хатцум.
Изначально Рейдерланд был ориентирован на Оммеланды. С 1362 года из-за морских наводнений значительные части этого района были затоплены, образовав естественную границу, и развились связи с фризскими районами к востоку от Эмса. Большая часть затопленной земли была отвоёвана у моря в виде польдеров, и этот процесс продолжался до XX века.
С 1413 года этот регион находился под властью семьи том Брок, затем хофтлинга Фокко Укены, а затем семьи Кирксена. Позже этот регион был независимым лишь на короткое время. Таким образом, сегодняшняя немецкая часть Рейдерланда стала частью графства Восточная Фризия и с тех пор разделила его судьбу.
До 1600 года Рейдерланд был номинально независимым под властью графов Восточной Фризии, но затем был окончательно присоединён к Восточной Фризии. В 1806 году, когда Священная Римская империя распалась, Рейдерланд был включён в состав департамента Западный Эмс Королевства Голландия, позже вошедшего в состав Французской империи, и, таким образом, был отделён от остальной Восточной Фризии, которая стала департаментом Восточный Эмс. После того, как Наполеон был отстранён от власти, Рейдерланд был воссоединён с Восточной Фризией резолюциями Венского конгресса в 1814 году. После этого он стал принадлежать королевству Ганновер, где был включён в состав ланддростства Аурих. Район Рейдерланд был разделён на две коммуны, Йемгум и Венер, которые были объединены в 1859 году, чтобы сформировать общину Венер. 
В 1866 году королевство Ганновер было присоединено к Пруссии и преобразовано в провинцию Ганновер. В рамках административной реформы провинции 1 апреля 1885 года был образован округ Венер. Таким образом, Рейдерланд образовал независимый прусский округ. В соответствии с постановлением государственного министерства Пруссии округ Винер был распущен в 1932 году из-за его сравнительно небольшого размера и объединён с округом Леер.
После Второй мировой войны Нидерланды претендовали на весь Рейдерланд, но это требование было отвергнуто державами-победительницами. В его немецкой части использование нидерландского языка как языка большинства быстро возобновилось. В любом случае, единственным юридическим основанием для претензии Нидерландов было то, что этот район был частью Голландского королевства, французского клиентского королевства, в течение коротких лет наполеоновского правления; но союзные державы не были заинтересованы в территориальных изменениях вдоль западной границы Германии.